# 阔花早熟禾
阔花早熟禾（学名：Poa platyantha）为禾本科早熟禾属下的一个种。